# Boerestaat Party
El Boerestaat Party (en español: Partido del Estado Bóer) es un partido político sudafricano nacionalista bóer fundado el 30 de septiembre de 1986 por Robert van Tonder. 
Nunca ha estado representado en el parlamento sudafricano, ni durante la era del apartheid ni después de la democratización. En 1989, se unió al Afrikaner Weerstandsbeweging (AWB) para declarar su apoyo a Jaap Marais, el líder del Partido Herstigte Nasionale y ha ocasionalmente colaborado con ese partido desde entonces. 
El partido era miembro fundador del grupo de coalición Afrikaner Volksfront. También ha operado con el grupo paramilitar Boere Weerstandsbeweging (Movimiento de Resistencia Bóer) dirigido por Andrew Ford.
El BSP fue el tercer grupo en Sudáfrica que abogó abiertamente por la restauración de la República Sudafricana y el Estado Libre de Orange y pidió la secesión de estos territorios de la Unión Sudafricana. Otros grupos defendieron esta idea en el pasado, siendo la Rebelión de Maritz de 1914 y el Ossewa Brandwag de la década de 1940 los más notables. Esta política fue posteriormente adoptada por la AWB y otros movimientos de derecha. El BSP argumentó además que los ciudadanos Bóer de estos estados del siglo XIX deberían ser considerados como una nación distinta de los afrikáners, conocida como Boerestaat.
El BSP ha destacado por adoptar puntos de vista controvertidos sobre el VIH/sida y se pronunció a favor de los puntos de vista sobre el tema expresados por Thabo Mbeki. El partido también ha asumido un papel activo para garantizar que se mantenga el Monumento al Voortrekker, con el actual líder Coen Vermaak como uno de los principales defensores de esta campaña.
El líder actual, Coen Vermaak, se ha destacado por apoyar la teoría del genocidio blanco. Ha argumentado que el gobierno de Sudáfrica está utilizando anticonceptivos y abortos para detener el crecimiento de la población blanca. Él afirmó: “Estoy convencido de que la ley del aborto tiene como objetivo deshacerse de los bebés blancos”. Vermaak también cree que el VIH/sida es un engaño para alentar el uso de condones y entre los sudafricanos blancos.
El partido rechaza el sufragio universal, aunque ha dicho que el derecho al voto no debe limitarse a los blancos. El partidocree que el estatus social debería determinar el poder de voto y que, por ejemplo, los médicos y las personas sin hogar deberían de tener diferentes cantidades de poder de voto. En 2015, el 33,0 % de los estudiantes de medicina eran blancos, a pesar de representar solo el 8,4 % de la población.